# Perissus kankauensis
Perissus kankauensis là một loài bọ cánh cứng trong họ Cerambycidae.